# 이천군 (피겨스케이팅 선수)
이천군(1980년 10월 26일 ~ )은 대한민국의 아이스댄싱 피겨스케이팅 선수이다. 그는 피겨스케이팅 아이스댄싱 부문에서 양태화와 함께 한 조를 이루였고, 1996년부터 2002년까지 양태화와 국가대표로 활동했다. 이천군과 양태화는 1999년 동계 아시안 게임에서 동메달을 따면서, 그들은 대한민국의 아이스댄싱 역사상 처음으로 국제대회에서 수상한 기록을 갖는다. 또한 2002년 동계올림픽에 참가했는데, 이는 한국 피겨스케이팅 아이스댄싱 부문으로서는 처음 동계올림픽에 참가하는 것이었다.
양태화와 한 조로 활동하다가 양태화가 먼저 피겨스케이팅을 그만두게 되었고, 그로 인해 이천군은 미국의 케이트 슬래터리와 아이스댄싱에서 한 조를 이뤘다. 케이트 슬래터리는 대한민국 국적으로 대회 출전을 하기 위해 대한민국 국적 신청을 하기도 하였으나, 대한빙상경기연맹의 규정상 국제빙상경기연맹의 규정과는 달리, 외국인 파트너를 인정하지 않기 때문에 케이트 슬래터리의 한국국적 취득 노력은 무산되었다. 그 뒤 이천군과 케이트 슬래터리는 미국으로 가서 미국 대회에 출전했고, 미국선수권에서 2004년 7위, 2006년 11위를 한다. 이천군과 케이트 슬레터리는 2007년 3월 28일 한 조에서 헤어지고 각자의 길을 갈것을 발표했고, 이천군은 피겨스케이팅 선수에서 은퇴한다. 이천군은 현재 코치로 활동 중이다.

## 주요 경기 결과

### 미국 대회
- 케이트 슬래터리(Kate Slattery)와 함께 미국 피겨스케이팅 아이스댄싱 부문에 참가하였다.

| 대회               | 2004-2005 | 2005-2006 | 2006-2007 |
| ------------------ | --------- | --------- | --------- |
| 미국 선수권        | 7위       |           | 11위      |
| 네벨혼 트로피      |           |           | 8위       |
| Bofrost Cup on Ice | 7위       |           |           |
| Eastern Sectionals | 2위       | 2위       | 2위       |

### 한국 대회
- 양태화와 함께 한국 대회에 참가하였다.

| 대회                                | 1995-1996 | 1996-1997 | 1997-1998 | 1998-1999 | 1999-2000 | 2000-2001 | 2001-2002 |
| ----------------------------------- | --------- | --------- | --------- | --------- | --------- | --------- | --------- |
| 동계 올림픽                         |           |           |           |           |           |           | 24위      |
| 세계 피겨스케이팅 선수권 대회       |           |           |           | 31위      |           | 31위      | 23위      |
| 사대륙 대회                         |           |           |           |           |           |           | 7위       |
| 주니어 세계 선수권                  | 23위      | 25위      | 21위      | 28위      | 20위      |           |           |
| 한국 선수권                         |           |           | 2위       | 1위       | 1위       | 1위       | 1위       |
| Golden Spin, 자그레브               |           |           |           |           |           |           | 9위       |
| 동계 유니버시아드                   |           |           |           |           |           | 12위      |           |
| 동계 아시안 게임                    |           |           |           | 3위       |           |           |           |
| 1999-2000 주니어 그랑프리,일본      |           |           |           |           | 9위       |           |           |
| 1999-2000 주니어 그랑프리, 노르웨이 |           |           |           |           | 15위      |           |           |